# Ch'Ay K'Ajk
Ch'Ay K'Ajk är en ort i Mexiko.   Den ligger i kommunen Oxchuc och delstaten Chiapas, i den sydöstra delen av landet, 800 km öster om huvudstaden Mexico City. Ch'Ay K'Ajk ligger 1 671 meter över havet och antalet invånare är 125.
Terrängen runt Ch'Ay K'Ajk är bergig. Runt Ch'Ay K'Ajk är det ganska glesbefolkat, med 21 invånare per kvadratkilometer. I omgivningarna runt Ch'Ay K'Ajk växer i huvudsak städsegrön lövskog.